# Rhynchocyclus pacificus
Rhynchocyclus pacificus (лат.) — вид воробьиных птиц из семейства тиранновых. Подвидов не выделяют. Видовое название pacificus дано в честь Тихого океана.

## Распространение
Обитают в Южной Америке, на территории Колумбии и Эквадора. Естественной средой обитания этих птиц являются субтропические или тропические влажные равнинные леса.
Вес взрослой особи составляет 25 г. Миграций не совершают.